# دلفین رودخانه‌ای
دلفین‌های رودخانه‌ای چهار گونه زنده از دلفین هستند که در آب‌های شیرین چندین رودخانه جهان زندگی می‌کنند. این دلفین‌ها در مناطقی از آسیا و آمریکای جنوبی پراکنده‌اند. آن‌ها اعضای بالاخانواده روددلفین‌واران به‌شمار می‌روند. سه گونه از این دلفین‌ها در آب رودخانه‌ها، و چهارمی یعنی دلفین لاپلاتا در آب‌های شور کرانه‌ای و نزدیک به کرانه اقیانوس زندگی می‌کند.

## رده‌بندی
چهار عضو بالاخانواده روددلفین‌واران به ترتیب زیر رده‌بندی شده‌اند:
- بالاخانواده روددلفین‌واران
  - تیره روددلفینان
    - سرده کوردلفین‌ها
      - دلفین رودخانه‌ای گنگ و سند، Platanista gangetica، با دو زیرگونه
        - دلفین رودخانه گنگ (سوسو)، P. g. gangetica
        - دلفین رودخانه سند (پولان)، P. g. minor

  - تیره †Allodelphinidae (میوسن)
  - تیره †Squalodelphinidae (الیگوسن تا میوسن)
  - تیره †Squalodontidae (الیگوسن تا میوسن)
  - تیره †وایپاتیا (الیگوسن تا میوسن)
- بالاخانواده Inioidea
  - تیره اورینوکوئیان
    - سرده دلفین‌های اورینوکو
      - دلفین‌های رودخانه‌ای آمازون (بوتو)، Inia geoffrensis
        - Inia geoffrensis geoffrensis
        - Inia geoffrensis boliviensis
        - Inia geoffrensis humbotiana

    - سرده †Meherrinia (میوسن پسین)

  - تیره دلفینان دریاکنار
    - سرده دریاکنارها
      - دلفین لاپلاتا، Pontoporia blainvillei
- بالاخانواده †Lipotoidea
  - تیره †به‌جاماندگان
    - سرده †به‌جامانده‌ها
      - دلفین رودخانه‌ای چین (یا بایجی)، †Lipotes vexillifer (از دسامبر ۲۰۰۶ تاکنون در عمل منقرض است)

† به معنای منقرض است.